# Mon bel amour, ma déchirure

Mon bel amour, ma déchirure est un film dramatique de José Pinheiro sorti en 1987

## Synopsis
Catherine est comédienne et tente de faire carrière. Sa vie sage et ordonnée est bouleversée par la rencontre de Patrick, qui lui fait découvrir les excès de l'amour-passion. Un soir ils font l'amour dans une rue (scène de copulation non simulée). Tous deux vont s'engouffrer dans une surenchère sexuelle agressive et intense. Patrick n'échappera à ce vertige des sens que par la mise en scène théâtrale de sa propre fin.

## Fiche technique
- Réalisation :  José Pinheiro
- Scénario : Louis Calaferte, José Pinheiro
- Producteur : Yannick Bernard
- Musique : Romano Musumarra
- Image : Richard Andry
- Montage : Claire Pinheiro
- Date de sortie :
  - France : 17 juin 1987

## Distribution
- Stéphane Ferrara : Patrick
- Catherine Wilkening : Catherine
- Véra Gregh : la directrice
- Véronique Barrault : Clémentine
- Nils Tavernier
- François Dunoyer : Simon
- Jacques Castaldo : Jean-Ba
- Mouss Diouf : Mouss
- Dominique Frot
- Catherine Lascault
- Maurice Vallier : le prêtre

## À noter
Le scénario doit beaucoup au monde de Louis Calaferte, crédité.
Le titre Mon Bel Amour, ma Déchirure s'inspire d'un vers du poème Il n'y a pas d'amour heureux d'Aragon.
Mon bel amour, ma déchirure est également le titre français du roman If You Come Softly de l'auteure américaine Jacqueline Woodson, sorti dans la collection Livre de Poche Jeunesse. Ce livre n'a aucun rapport avec le film de Pinheiro, lequel se situe parfois aux confins de l'érotisme et de la pornographie (si on s'en tient aux critères légaux qui définissent ces genres artistiques).
Il n'a pas été classé X, il est vrai que sa morale est très conventionnelle : « L'amour physique est sans issue »